# Viljem II. Nemški
Viljem II. (nemško Friedrich Wilhelm Viktor Albert von Hohenzollern), zadnji nemški cesar in zadnji pruski kralj, na oblasti od 1888 do 1918, * 27. januar 1859, Berlin, Prusija † 4. junij 1941, Doorn, Nizozemska. 

## Mladost
Viljem se je rodil v plemiški družini Hohenzollern očetu kronskemu princu Frideriku in materi Viktoriji, hčerki britanske kraljice Viktorije, sestri kralja Edvarda VII., teti carice Aleksandre (žene ruskega carja Nikolaja II. Nekateri zgodovinarji njegovo poznejšo agresivnost, očitno tako v zasebnem kot v političnem življenju, pripisujejo težkemu porodu, zaradi katerega je imel pohabljeno levo roko in v katerem je utrpel možganske poškodbe. Z liberalno materjo se ni razumel.
Šolal se je v kasselski gimnaziji in na bonnski univerzi. Po smrti Viljema I. v marcu 1888 je njegov za rakom na grlu umirajoči oče Friderik III. zasedel cesarski prestol, a ga je že junija istega leta kot cesar nasledil Viljem II.

## Oblast
Njegovo vladanje je zaznamoval militarizem, s katerim je želel razširiti kolonialno Nemčijo in ji zagotoviti »prostor pod soncem«. Nemški mirovnik Ludwig Quidde je njegove zamisli že leta 1894 označil za megalomanske. S Tirpitzovim načrtom je v letih 1897 in 1900 sprejel pomorska zakona in zgradil nemško mornarico, ki bi se lahko kosala z Združenim kraljestvom. Njegova osebnost in politika sta nihala med nasprotovanjem in zabavanjem Velike Britanije, Francije in Rusije; previdnega kanclerja von Bismarcka je leta 1890 odpustil in nadomestil s von Caprivijem, ki ga je štiri leta pozneje zamenjal s zu Hohenlohe-Schillingsfürstom. Temu sta sledila princ von Bülow leta 1900 in von Bethmann-Hollweg leta 1909. Vsi ti kanclerji so bili služabniki, ne politiki kot Bismarck, saj je Viljem želel izključiti prihod novega Bismarcka.
Navkljub njegovem obnašanju je težko reči, da je načrtoval I. svetovno vojno, čeprav ni dosti naredil, da bi jo preprečil. Bil je zaveznik Avstro-Ogrske in podpiral trdo roko na Balkanu. Čeprav so mu v zadnjem trenutku popustili živci, je bilo že prepozno, in kmalu si je opomogel in vzpodbujal svoje generale k velikim uspehom. Med vojno je bil poveljnik, a je kmalu izgubil ves nadzor nad nemško politiko in njegova popularnost je padla.

## Življenje po padcu z oblasti
Kanclerski princ von Baden je 9. novembra 1918 objavil cesarjevo odstop zaradi izbruha nemške revolucije. Viljem se je zatekel na Nizozemsko, kjer ga nizozemska kraljica Viljemina ni želela izročiti Nemčiji kot vojnega zločinca.
Po smrti žene Avguste Viktorije, s katero se je poročil leta 1881 in imel z njo sedem otrok, se je v begunstvu leta 1922 poročil s Hermino von Schoenaich, vdovelo princeso Reuss. V 1930. letih je domnevno gojil upanje, da bodo nacisti obnovili monarhijo, a ko se to ni zgodilo in ga je strankarski vodja Hitler tozadevno razočaral, je o njem povsem spremenil mnenje.
Po nemški zasedbi Nizozemske v začetku druge svetovne vojne, leta 1940, se je Viljem popolnoma umaknil iz javnega življenja. Cesar Viljem II. je umrl v Doornu zaradi pljučnice 4. junija 1941. Njegovo rezidenco so stražili okupacijski nemški vojaki, Hitler mu je priredil majhen vojaški pogreb, a udeležbo dovolil le nižjim častnikom; Viljemova želja je bila, da med pogrebom ne bi bilo nobene svastike.